# Gil Ramírez Dávalos
Gil Ramírez Dávalos (né en 1510 à Baeza en Andalousie, mort en 1575 à Riobamba, Vice-royauté du Pérou), explorateur et conquistador, exerça les fonctions de corrégidor du Cusco en 1553, puis de gouverneur de Quito de 1556 à 1559. Il a fondé les villes de Cuenca (1557), Tena (1559), Baeza (1560) et Azogues (1562).